# 今井祐次郎
今井 祐次郎（いまい ゆうじろう、天保15年（1844年）? - 慶応4年1月5日（1868年1月29日）?）は、新選組隊士。今井勇次郎、今井祐三郎（いまい ゆうざぶろう）とも。

## 経歴
島田魁によれば、信州出身とされる。剣に優れる（川村三郎書簡）。
慶応元年4月27日（1865年5月21日）、土方歳三・伊東甲子太郎らが江戸で隊士募集を行った際に入隊、7番隊に属し上洛する。慶応2年9月12日（1866年10月20日）、三条制札事件に参加した。
慶応4年（1868年）1月、鳥羽・伏見の戦いにおいて戦死するが、死については諸説あり、淀にて討ち死（横倉甚五郎）した説、江戸引き上げの軍艦富士山丸船中にて死亡（御香宮『戊辰東軍戦死者霊名簿』、今井勇次郎として記載）した説がある。また、鳥羽・伏見戦後に大阪八軒家の船宿・京屋忠兵衛方にて見たとの証言もある（川村三郎書簡）。板橋の新選組墳墓に記名がある。
なお、新選組隊士大石鍬次郎の兄・大石造酒蔵を斬殺したとも伝わる（ただし、造酒蔵は実際は鍬次郎の弟であるため虚構の疑いもある）。